# Habitatge al carrer del Fossar, 8 (Rupit)
L'Habitatge al carrer del Fossar, 8 és una casa de Rupit i Pruit (Osona) inclosa a l'Inventari del Patrimoni Arquitectònic de Catalunya.

## Descripció
Casa de carrer, assentada sobre el desnivell del terreny. És de planta rectangular i coberta a dues vessants, amb el carener paral·lel a la façana, orientada a tramuntana. La banda de migdia mira vers la riera de Rupit. Presenta un gros portal adovellat a la planta i una finestra amb reixes de ferro. Al primer pis hi ha dues finestres, una de les quals té l'ampit motllurat i un balconet amb la barana de ferro. Al segon pis s'obren dues finestres més.
És construïda amb pedra i arrebossada al damunt.

## Història
La importància de les cases d'aquest carrer rau sobretot en la bellesa arquitectònica i la unitat dels edificis que la integren, tots ells construïts als segles xvii i XVIII i que han estat restaurats recentment amb molta fidelitat.
L'establiment de cavallers al Castell de Rupit als segles xii i xiii donaren un caire aristocràtic a la població, al segle xiv la demografia baixa considerablement. Al fogatge del segle xvi ja s'observa una certa recuperació i a partir del segle xvii comença a ser nucli important de població, ja que durant la guerra dels Segadors, al 1654, s'hi establiren molts francesos.